# Ascendi
A Ascendi é uma operadora de infra-estruturas de transporte em Portugal, fundada em 1999. É concessionária de 627 km de várias autoestradas portuguesas das regiões do Norte, Centro e da Área Metropolitana de Lisboa.

## História[3]
A Ascendi foi fundada em 1999, na altura com o nome AENOR. Foi adjudicada a sua primeira concessão rodoviária (Concessão Norte), no qual se incluíam as autoestradas A7 (antes concessionada pela Brisa) e a A11, as quais foram feitas em regime de portagens físicas.
Um ano depois foram atribuídas à AENOR 3 novas concessões: a Costa da Prata, a Beiras Litoral e Alta e a Grande Porto, em regime SCUT (Sem Custos para o Utilizador).
Em 2005 estiveram 350 km de autoestrada em construção em Portugal. Entretanto foram implementadas portagens virtuais nessas autoestradas.
Em 2007 foi atribuída outra concessão à AENOR: a Grande Lisboa, na qual gere autoestradas urbanas na Área Metropolitana de Lisboa.
Em setembro de 2009 a marca AENOR foi mudada para Ascendi. Em 2010 foi celebrado, com efeitos a partir de 1 de julho, o acordo de aditamento ao contrato de concessão, o qual teve como principal alteração a transferência do direito sobre as receitas de portagem da concessionária, que por sua vez tornou-se responsável pelo pagamento anual fixo de receitas de Disponibilidade à concessionária.
Nos anos 2010 e 2011, passou a ser obrigatória a cobrança de portagens eletrónicas em todas as antigas SCUT da Ascendi. Foram feitos 5 contratos de concessão de portagens: Costa de Prata, Beiras Litoral e Alta, Grande Porto, Interior Norte e Pinhal Interior, sendo as duas últimas concessões atribuídas à Ascendi em 2011. 
Em 2016, o Túnel do Marão, passou a ser portajado pela Ascendi em regime de portagens eletrónicas.
Em 2023, a concessionária portuguesa lidera um consórcio que apresentou a única proposta a um dos 11 lotes de estradas para reabilitar e operar por 25 anos que a comunidade autónoma de Aragão lançou a concurso, o que lhe permitirá estrear-se em Espanha.
A 1 de janeiro de 2025 as concessões Beira Litoral e Alta e Pinhal Interior deixaram de ser portajadas, passando a um regime gratuito. As portagens também foram abolidas no Túnel do Marão e nas concessões do Interior Norte e da Beira Interior. Assim sendo, a única operação de cobrança que a concessionária mantém é a do Douro Litoral.

## Concessões

### Norte
- A7 - Póvoa de Varzim / Vila Pouca de Aguiar
- A11 - Apúlia (A28) / Castelões (A4)

### Costa de Prata
- A17 - Aveiro (A25) / Mira
- A25 - Albergaria (A1) / Barra
- A29 - Gaia / Angeja (A25)
- A44 - Gulpilhares / Coimbrões

### Beiras Litoral e Alta
- A25 - Albergaria-a-Velha / Vilar Formoso

### Grande Porto
- A4 - Matosinhos / Águas Santas (A3)
- A41 - Matosinhos (A28) / Ermida (A41/A42)
- A42 - Ermida (A41/A42) / Lousada
- VRI - Aeroporto / Custóias

### Grande Lisboa
- A16 - Cascais (A5) / Belas (A9)

### Pinhal Interior (Subconcessão)
- A13 - Atalaia/Coimbra Sul
- A13-1 - Amalaguês/Condeixa

## Outras Operações de Cobrança de Portagens

### Atuais[8]

#### Douro Litoral
- A32 - Oliveira de Azeméis/Gaia

- A41 - Argoncilhe/A42
- A43 - Gondomar/CREP

### Até 31 de dezembro de 2024[6]

#### Interior Norte
- A24 - Viseu/Vila Verde de Raia

#### Túnel do Marão
- A4 - Padronelo/Campeã

#### Beira Interior
- A23 - Torres Novas (A1)/Abrantes